# شركة الأعمال التجارية
شركة الأعمال التجارية (BTC) هي شركة تجارية قطرية تتكون بشكل رئيسي من مطوري المشاريع، وتركز جهودها في مشاريع التطوير العقاري للفنادق والمجمعات السكنية ومجمعات البيع بالتجزئة مع التركيز على التسوق الفاخر وتناول الطعام والترفيه.

## نظرة عامة
تم تأسيسها في قطر في عام 1997 لتقديم مجمعات البيع بالتجزئة في المنطقة، مما يوفر مساحة للتسوق وتناول الطعام والترفيه. لقد تقدمت على مر السنين في تطوير مراكز التسوق الفاخرة والعقارات والعلامات التجارية الراقية.  رئيس مجلس الإدارة والعضو المنتدب للشركة هو عبد العزيز بن محمد الربان . 